# سندهیل، شهرستان رنکین، میسیسیپی
سندهیل (به انگلیسی: Sand Hill) یک منطقهٔ مسکونی در ایالات متحده آمریکا است که در شهرستان رنکین، میسیسیپی واقع شده‌است. Sand هیل ۱۰۶٫۹۹ متر بالاتر از سطح دریا واقع شده‌است.